# Mötley Crüe (álbum)
Mötley Crüe é o sexto álbum da banda de mesmo nome, lançado em 15 de março de 1994. Foi o único álbum da banda com o cantor John Corabi, e foi o primeiro com material novo desde o Dr. Feelgood, de 1989. O disco representa uma mudança na sonoridade da banda, abandonando o hard rock simples da década de 80 e investindo em uma música mais trabalhada, em muito devido à contribuição de Corabi. O guitarrista Mick Mars considera esse seu álbum favorito da banda.
O álbum, que foi gravado sob o título de trabalho do Til Death Do Us Part, foi o primeiro lançamento da banda depois de assinar um contrato de $25 milhões de dólares com a Elektra Records.
Chegou à 7ª colocação na Billboard 200.

## Faixas
Todas as letras escritas por John Corabi e Nikki Sixx; todas a música composta por Corabi, Sixx, Mick Mars e Tommy Lee, exceto "Poison Apples", co-composta por Bob Rock)
- "Power to the Music" – 5:12
- "Uncle Jack" – 5:28
- "Hooligan's Holiday" – 5:51
- "Misunderstood" – 6:53
- "Loveshine" – 2:36
- "Poison Apples" (Corabi, Sixx, Mars, Lee, Bob Rock) – 3:40
- "Hammered" – 5:15
- "Til Death Do Us Part" – 6:03
- "Welcome to the Numb" – 5:18
- "Smoke the Sky" – 3:36
- "Droppin' Like Flies" – 6:26
- "Driftaway" – 4:05

### Faixas bônus da edição remasterizada de 2003
- "Hypnotized" – 5:29
- "Babykills" – 5:26
- "Livin' in the Know" – 4:23